# Verstärkung (Physik)
Verstärkung (engl. gain) ist die Vergrößerung einer variablen physikalischen Ausgangsgröße gegenüber einer Eingangsgröße nach einem eindeutigen, möglichst proportionalen Zusammenhang. Die Größen können in erster Linie mechanische Größen, elektrische Größen oder Licht sein. Vorzugsweise sind dabei Ein- und Ausgangsgröße gleichartig. Mit einem Verstärker, beispielsweise einem elektrischen oder einem optischen Verstärker, ist eine Erhöhung der abgebbaren Leistung möglich, wozu Energie zugeführt werden muss.
Der Begriff Verstärkung wird verwendet
- sowohl für Gleichgrößen (z. B. Gleichspannung mit dem Operationsverstärker)
- als auch für Wechselgrößen (z. B. im Blick auf die Amplitude einer sinusförmigen Schwingung).

Die Verstärkung hängt im Allgemeinen ab von den Eigenschaften des Eingangssignals, für die technische Anwendung vor allem von der Frequenz.

## Berechnungen
Für quantitative Angaben verwendet man den Verstärkungsfaktor T als das Verhältnis von Ausgangsgröße {\displaystyle S_{2}} zu Eingangsgröße {\displaystyle S_{1}}; er kann eine komplexe Zahl sein:
{\displaystyle T={\frac {S_{2}}{S_{1}}}}
Wenn {\displaystyle |T|<1} wird, es also zu einer Abschwächung kommt, gibt man besser den Dämpfungsfaktor {\displaystyle D=1/T} an.
Von diesen beiden Größen verwendet man jeweils diejenige, die im Betrag größer als eins ist, wodurch deren Betrag einen positiven Logarithmus hat.
Häufig wird auch ein Verstärkungsmaß als logarithmische Größe angegeben. Bei gleichartigen Größen, von denen die Leistung quadratisch abhängt, z. B. elektrische Spannungen, Stromstärken oder Schalldrücke, wird das Verstärkungsmaß gebildet:
- unter Verwendung des dekadischen Logarithmus mit der Hilfsmaßeinheit Bel (Einheitenzeichen B) oder
- unter Verwendung des natürlichen Logarithmus mit der Hilfsmaßeinheit Neper (Einheitenzeichen Np).

Beispielsweise gilt für Effektivwerte der Spannung {\displaystyle U}:
{\displaystyle L_{U}=2\,\lg {\frac {U_{2}}{U_{1}}}{\text{  B}}=20\,\lg {\frac {U_{2}}{U_{1}}}{\text{ dB}}=\ln {\frac {U_{2}}{U_{1}}}{\text{ Np}}}